# Tennisverband Niedersachsen-Bremen
Der Tennisverband Niedersachsen-Bremen (TNB) ist der Dachverband, in dem Tennisvereine aus Niedersachsen und Bremen zusammengeschlossen sind. Die Hauptgeschäftsstelle liegt in Bad Salzdetfurth.
Über 135.000 Personen in rund 1300 Vereinen sind im TNB organisiert. Damit ist der TNB der drittgrößte Landesverband im Deutschen Tennis Bund (DTB) und allein mit den niedersächsischen Vereinen der viertgrößte im Landessportbund Niedersachsen (LSB). Etwa 30.000 ehrenamtlich Tätige engagieren sich auf allen Ebenen im TNB sowie in den angeschlossenen Vereinen.

## Geschichte
Am 1. Januar 2018 fusionierte der Niedersächsische Tennisverband mit dem Tennisverband Nordwest und benannte sich in Tennisverband Niedersachsen-Bremen um.

## Struktur
Der TNB setzt sich aus insgesamt zwölf Regionen zusammen.
- Bremen
- Dollar-Ems-Vechta
- Hannover
- Harz-Heide
- Hildesheim-Peine
- Jade-Weser-Hunte
- Lüneburger Heide
- Oldenburger-Münsterland
- Osnabrück
- Süderelbe
- Südheide
- Südniedersachsen

Die Regionen bestehen aus den insgesamt 1300 Vereinen, welche jeweils einen Vereinsdelegierten in die Mitgliederversammlung, das oberste Entscheidungsgremium, entsenden. Die Mitgliederversammlung wählt das TNB-Präsidium und die beratenden Ausschüsse und Kommissionen. Das Präsidium beruft den Geschäftsführer der Organisation. Gemeinsam mit dem Präsidium und dem Geschäftsführer sowie dem Sprecher der Regionen bilden die Ehrenpräsidenten und die Vorsitzenden der Regionen den Verbandsbeirat als Empfehlungsgremium.

## Strategiekonzept und Leitbild

### Strategie
Im Jahr 2006 begann der Niedersächsische Tennisverband e.V. mit der Entwicklung eines zukunftsfähigen Strategiekonzeptes. Es wurden klare Leitlinien zum Wohle der Mitglieder, zum Wohle des Verbandes und zum Wohle des Tennissports in Niedersachsen für das Handeln des NTV innerhalb der nächsten vier Jahre festgelegt. Das Konzept wurde nach der Fusion mit dem TV Nord-West entsprechend auf den TNB umgelegt und stetig weiterentwickelt.

### Leitbild
Im Zuge der Strategieentwicklung wurde auch ein Leitbild entwickelt. Der TNB sieht sich in dieser Hinsicht auch als Unternehmen und will über die ausführliche Zielvermittlung diese erreichen. Außerdem soll das Leitbild eine stärkere Identifikation schaffen. Das Leitbild des TNB beschreibt neben dem Leitsatz auch das Selbstverständnis des Verbandes, die Aufgaben und Erfolgsmerkmale, die Ziele und Ansprüche. Das Leitbild des TNB hat das Ziel, allen Spielerinnen und Spielern in den Vereinen einen Überblick über die wichtigsten Ziele, Standards und Prinzipien zu geben, nach denen gehandelt wird.

## TennisBase Hannover
Seit 2007 ist die TennisBase Hannover des TNB ein Bundesstützpunkt für Nachwuchs- und angehende Profispieler, bei dem Jugendlichen auch gleichzeitig die Teilnahme an einem Schulbetrieb ermöglicht wird. Die TennisBase Hannover ist sowohl der Bundesstützpunkt Hannover – einer von vier Tennis‐Bundestützpunkten in Deutschland – das Landesleistungszentrum des TNB, eine Tennis‐Akademie sowie ein Internat.
Die TennisBase kooperiert mit dem Deutschen Tennis Bund, dem Landessportbund Niedersachsen, der Carl-Friedrich-Gauß-Schule Hemmingen (einer Eliteschule des Sports), mit dem Olympiastützpunkt Hannover und den weiteren Bundesstützpunkten.

## Präsidenten
| Jahr      | Name                  |
| --------- | --------------------- |
| 1947–1952 | Richard Stephanus     |
| 1952–1971 | Fritz Kütemeyer       |
| 1971–1975 | Karl-Heinz Festerling |
| 1975–1981 | Rudolf Wiepen         |
| 1981–1993 | Erich Martin          |
| 1993–2003 | Johann Stadtlander    |
| 2003–2004 | Jürgen Boom           |
| 2004–2018 | Gottfried Schumann    |
| seit 2018 | Raik Packeiser        |

Die Ehrenpräsidenten des Tennisverbandes Niedersachsen-Bremen sind:
- Gottfried Schumann (TNB)
- Hanns-Gerd Fischer (TV Nordwest)
- Johann Stadtlander (NTV)
- Erich Martin (NTV)
- Karl-Heinz Festerling (†)
- Fritz Kütemeyer (†)